# Leslie Bethell
Leslie Michael Bethell (nacido el 12 de febrero de 1937) es un historiador inglés y profesor universitario especializado en el estudio de Latinoamérica en los siglos XIX y XX. La mayor parte de su obra está dedicada al estudio de la Historia de Brasil.

## Trayectoria académica
Su formación de grado y su doctorado en historia fueron realizados en la Universidad de Londres. Bethell se ha desempeñado como profesor visitante en universidades e institutos de investigación de Río de Janeiro, en la Universidad de California, San Diego y en la Universidad de Chicago. Desde 1987 Bethell trabaja para el Centro Internacional para Académicos Woodrow Wilson del Instituto Smithsoniano, Washington D. C.
En el año 1998 Bethell fue uno de los fundadores del Centro de Estudios Brasileños de la Universidad de Oxford, desempeñándose en el cargo de Director desde su fundación en el año 1998 hasta 2007. También ha ocupado cargos académicos en el St Antony's College (Oxford) y en la Universidad de Londres, como Director del Instituto de Estudios de América Latina.

## Obras
Una de sus mayores trabajos fue la edición de la Cambridge History of Latin America, un proyecto a gran escala de integración de diversos estudios sobre Latinoamérica, cuyo principal objetivo fue producir una síntesis de alto nivel que proporcionara a los historiadores de América Latina una base sólida para futuras investigaciones Concluir la compilación llevó quince años de trabajo La tradicional revista británica Library Journal se refirió a los dos primeros volúmenes de la serie como "el trabajo más detallado, completo y autorizado disponible sobre el tema", mientras el politólogo Paul W. Drake llamó a los volúmenes como "hitos en sus campos de estudio" No obstante, no todos los comentarios fueron positivos, dado que algunos de los volúmenes fueron descriptos como "difíciles de manejar" (dado la gran cantidad de autores que componen algunos volúmenes) Alternadamente, algunos volúmenes de la serie han sido criticados por su falta de cobertura de ciertos temas o la falta de inclusión de algunos debates historiográficos.
En su carácter de especialista en Historia de Brasil Bethell fue elegido en 2004 como miembro correspondiente de la Academia Brasileña de Ciencias.
Más recientemente, en el año 2010, Bethell fue designado como sócio correspondente de la Academia Brasileña de Letras. fue nominado para llenar la vacante abierta tras el fallecimiento del escritor portugués José Saramago. De esa manera Bethell resultó el segundo escrito inglés electo luego del filósofo Herbert Spencer.
Otras de sus obras más importantes son:
- The Abolition of the Brazilian Slave Trade: Britain, Brazil and the Slave Trade Question (New York: Cambridge Univ. Press, 1970)[18][19]
- The Paraguayan War (1864-1870) (London: Inst. of Latin American Studies, 1996)
- Brazil by British and Irish Authors (Oxford:Centre for Brazilian Studies, 2003)[20]